# Dylan Fergus
Dylan John Fergus (ur. 4 stycznia 1980 w San Francisco) – amerykański aktor, reżyser i producent filmowy, znany z roli Noah Bennetta w operze mydlanej Passions.

## Życiorys
Urodził się w San Francisco w stanie Kalifornia jsko syn Julee E. (z domu Mayer) i Thomasa Josepha Fergusa. Jego ojciec był pochodzenia irlandzkiego. W 1998 ukończył Monta Vista High School w Cupertino. Studiował aktorstwo w Carnegie Mellon Schoool Of Drama na Carnegie Mellon University.
Zanim zaangażowano go do serialu Passions (w 2005, wcześniej, w 2002), wcielał się w postać Tima Dillona w operze mydlanej ABC Wszystkie moje dzieci (All My Children). Gościnnie pojawił się w serialach: Siostrzyczki (What I Like About You) i JAG – Wojskowe biuro śledcze (JAG). W slasherze HellBent (2004) w reżyserii Paula Etheredge’a wystąpił w głównej roli, jako homoseksualny Eddie.